# Timothy Kopra
Timothy Lennart Kopra (nascut el 9 d'abril de 1963) és un coronel de l'Exèrcit dels Estats Units i astronauta de la NASA. Va servir a bord de l'Estació Espacial Internacional com a enginyer de vol per a l'Expedició 20, tornant cap a la Terra a bord del Transbordador Espacial Discovery en la missió STS-128 de l'11 de setembre de 2009.